# Andreu Rabasa i Palet
Andreu Rabasa i Palet   (Barcelona, 1960) és un empresari català. Estudià Enginyeria Tècnica Industrial a la Universitat de Barcelona i després màrqueting i publicitat a la Universitat de San Diego (Califòrnia), obtenint-hi el títol de Màster. La seva vida laboral s'ha desenvolupat sempre a Derbi, on ha estat el continuador de la tasca endegada pel seu avi -el fundador de l'empresa- Simeó Rabasa, així com la del seu pare, Andreu Rabasa i Negre.
Començà la seva trajectòria professional l'any 1981, i el 1984 passà a ocupar la direcció de l'equip de curses, fins al 1990. En aquest temps aconseguí quatre Campionats del Món amb Jorge Martínez "Aspar" i Champi Herreros, pilots que integraven un potent equip on hi havia també Àlex Crivillé. El 1993 fou nomenat director general adjunt, càrrec que ocupà fins al 1998, amb la responsabilitat de crear una nova gestió i plantejament globals de l'empresa. Fou el darrer president de Derbi-Nacional Motor, S. A.